# Joseph Hibbert
Joseph Nathaniel Hibbert (1894 - 18 de septiembre de 1986) fue uno de los creadores e ideólogos del movimiento Rastafari, al considerarse como una de las cuatro primeras personas en Jamaica que proclamó la divinidad de Haile Selassie, junto con Leonard Percival Howell, Robert Hinds y Archibald Dunkley.